# 平和への祈り
『平和への祈り』 (へいわへのいのり) は、NHKの委嘱により、大木惇夫の詩、深井史郎の作曲で1949年に作られたカンタータ (交声曲)。スコア記載のタイトルは「平和への祈り : 合唱及び4人の独唱者と管弦楽のためのcantata」で、舞台初演プログラム記載のタイトルは「平和への祈り：四人の独唱者及び合唱と大管弦楽の為の交声曲」 (旧字は新字に改めた)。

## 曲の内容と構成
全曲の内容と構成は次の通りで、序奏に現れる複数のテーマが、循環的主題となって全曲を形作っている。最後は合唱と管弦楽による二重フーガでクライマックスを築く。
- 第1部: 武器を農具に持ち替えて暮らす平和な日々へのあこがれと希望 (合唱、バリトン独唱、管弦楽)
- 第2部: 凄惨な戦争の思い出 (ソプラノ独唱、合唱、管弦楽、第1部から続けて演奏される)
- 第3部: (管弦楽のみの間奏)
- 第4部: 社会の再生への意思と希望を、自然の遷り変る生命の息吹に託して歌う (テノール独唱、アルト独唱、ソロ4重唱と合唱、管弦楽)
- 第5部: 平和な世へ生まれ変わる決意と希望 (合唱、管弦楽)

作詩の大木惇夫は広島出身で、原爆により潰滅的な被害を受けた故郷を長詩「ヒロシマの歌」に詠っている。この詩を収録した詩集『物言ふ蘆』は立花書房から1949年8月の刊行で、『平和への祈り』初演と同時期である。『平和への祈り』の歌詞には、詩集『物言ふ蘆』収録のいくつかの詩に使われた詩句がちりばめられている。
作曲の深井史郎は、第2部「戦争の思い出」から第4部「再生への意思と希望」の間に後から追加した「経過」 (間奏) 部分の第3部について、「焼けあとにも春が訪れ、風が囁き、鳥がなくが人々の胸にある傷痕はまだ消えない」と語っている。またこの作品について、「「平和への祈り」では何か力が弱く、「平和のための戦い」でなければならないようである」とも言っている。

## 編成と楽譜
編成は、ソプラノ、アルト、テノール、バリトン (以上独唱)、混声合唱、ピッコロ、フルート2、オーボエ2、コーラングレ、クラリネット2、バスクラリネット、ファゴット2、コントラファゴット、ホルン4、トランペット3、トロンボーン3、テューバ、ティンパニ、大太鼓、中太鼓、小太鼓、グロッケンシュピール、タンバリン、シンバル、ハープ2、チェレスタ、弦5部。
日本近代音楽館に所蔵されている自筆スコアを元に、オーボエ奏者柴山洋による校訂スコアが作成されている。演奏譜は東京音楽大学付属図書館ニッポニカ・アーカイヴに寄託されている。

## 初演と再演
カンタータ『平和への祈り』は、1949年8月に山田和男指揮、日本交響楽団 (現・NHK交響楽団) により放送初演された。その後、管弦楽だけの第3部が追加され、同年11月に再放送された。舞台初演は翌1950年11月16日に日比谷公会堂で開催された「昭和25年度文部省藝術祭」において、尾高尚忠指揮、日本交響楽団により行われた。ソリストは大熊文子、川崎静子、木下保、秋元清一、合唱は国立音楽大学合唱団であった。
日本人作曲の管弦楽作品演奏を継続しているオーケストラ・ニッポニカは、2007年3月25日開催の第11回演奏会「深井史郎作品展」において、本名徹次指揮により『平和への祈り』を57年ぶりに再演した。ソリストは星川美保子 (S)、穴澤ゆう子 (A)、谷口洋介 (T)、浦野智行 (Bar)、合唱は東京クラシカルシンガーズ☆ぷらすであった。更に同オーケストラは2010年にも再演を重ねており、ライヴ録音がリリースされている 。